# Chladnou zemí
Chladnou zemí je novela českého spisovatele Jáchyma Topola. Knihu poprvé publikovalo v roce 2009 nakladatelství Torst a v pozdějších letech byla přeložena do různých dalších jazyků:
- švédštiny (Kallt land, 2009, překlad Tora Hedin)
- němčiny (Die Teufelswerkstatt, 2010, Eva Profousová)
- norštiny (Gjennom et kaldt land, 2010, Kristin Sofie Kilsti)
- nizozemštiny (De werkplaats van de duivel, 2010, Edgar de Bruin)
- slovinštiny (Hladna dežela, 2010, Nives Vidrih)
- srbštiny (Хладном земљом – Hladnom zemljom, 2011, Tihana Hamović)
- maďarštiny (Az ördög műhelye, 2011, Péter Koloszár)
- italštiny (L’officina del diavolo, 2012, Letizia Kostner)
- francouzštiny (L’Atelier du Diable, 2012, Marianne Canavaggio)
- bulharštiny (През студената земя – Prez studenata zemja, 2012, Ani Burova)
- polštiny (Warsztat diabła, 2013, Leszek Engelking)
- angličtiny (The Devil’s Workshop, 2013, Alex Zucker)
- španělštiny (Por el país del frío, 2013, Kepa-Lluís Uharte-Mendikoa)
- rumunštiny (Atelierul Diavolului, 2015, Sorin Paliga)
- chorvatštiny (Hladnom zemljom, 2015, Mirna Stehlíková Đurasek)
- ukrajinštiny (Майстерня диявола – Majsterňa dyjavola, 2016, Tetjana Okopna)
- běloruštiny (Цзх д'ябла, 2017, Sjarhej Smatryčenka)
- dánštiny (Gennem et koldt land, 2018, Lada Halounová)
- ruštiny (Мастерская дбявола, 2019, Sergej Skorvid)
- arabštiny (2019, Amr Ahmed Shatury)
- čínštiny (2019, Li Hui)

Příběh je vyprávěn z pohledu nepojmenovaného muže. Odehrává se v Terezíně a později se přesune do Běloruska. Kniha byla oceněna cenou PEN klubu. Kniha rovněž získala Cenu Jaroslava Seiferta.